# Grimaldi, Kalabrien
Grimaldi är en ort och kommun i provinsen Cosenza i regionen Kalabrien i Italien. Kommunen hade 1 643 invånare (2018).